# パンと恋と夢
『パンと恋と夢』（パンとこいとゆめ、イタリア語: Pane, amore e fantasia）は、1953年（昭和28年）製作・公開、ルイジ・コメンチーニ監督によるイタリアの映画である。イタリア式コメディの1作。

## 略歴・概要
本作は、1953年にティタヌスが製作、ラツィオ州ローマ県ローマ市内にある同社撮影所でセット撮影、同県カステル・サン・ピエトロ・ロマーノでロケーション撮影を行って完成、同社が配給して同年12月22日、イタリア国内で公開された。
1954年（昭和29年）に同国内のヴェネツィアで開かれた第4回ベルリン国際映画祭で銀熊賞を受賞、同年のナストロ・ダルジェント賞では、ヴィットリオ・デ・シーカの相手役を演じたジーナ・ロロブリジーダがナストロ・ダルジェント主演女優賞を受賞した。同年、続篇『パンと恋と嫉妬』が製作され、同年12月6日にイタリア国内で公開された。
日本では、1955年（昭和30年）にイタリフィルムが輸入し、同年7月9日 、ニッポンシネマコーポレーション（NCC）との共同配給により公開された。日本でのビデオグラムは、1989年（平成元年）12月16日、ハピネットがVHSセルビデオとして発売、2008年（平成20年）5月29日、ウエストブリッジがDVDとして発売した。

## スタッフ
- エグゼクティヴプロデューサー : マルチェロ・ジロージ （Marcello Girosi [5]）
- 監督 : ルイジ・コメンチーニ
- 原作・脚本 : ルイジ・コメンチーニ、エットーレ・マリア・マルガドンナ （Ettore Margadonna）
- 撮影 : アルトゥーロ・ガッレア （Arturo Gallea）
- 美術 : ガストーネ・メディン （Gastone Medin [6]）、ジーノ・リッソーネ （Gino Rissone [7]）
- 装置 : ウーゴ・ペリコーリ （Ugo Pericoli [8]）
- 編集 : マリオ・セランドレイ （Mario Serandrei）
- 音楽 : アレッサンドロ・チコニーニ （Alessandro Cicognini）

## キャスト
クレジット順
- ヴィットリオ・デ・シーカ - Il maresciallo Antonio Carotenuto
- ジーナ・ロロブリジーダ - Maria De Ritis, detta 'La Bersagliera'
- ヴィルジリオ・リエント （Virgilio Riento） - Don Emidio, il parroco
- ティナ・ピカ （Tina Pica） - Caramella, la domestica
- マリア・ピア・カシリオ （マリア＝ピア・カシリオ、Maria-Pia Casilio） - Paoletta, la nipote del prete
- ロベルト・リッソ （Roberto Risso） - Il carabiniere Pietro Stelluti
- メンモ・カロテヌート （Memmo Carotenuto） - Il carabiniere Sirio Baiocchi
- ヴィットリア・クリスポ （Vittoria Crispo [9]） - Maria Antonia De Ritis, madre de la 'Bersagliera'
- グリエルモ・バルナーボ （Guglielmo Barnabò） - Don Concezio, il sindaco
- ジジ・レデル （Gigi Reder） - Ricuccio
- ファウスト・グエルツォーニ （Fausto Guerzoni） - L'uomo col cannocchiale
- ニーノ・ヴィンジェルリ （Nino Vingelli） - Don Vincenzino, il venditore ambulante
- アッティリオ・トレッリ （Attilio Torelli [10]） - Rumbumbù, il negoziante di generi alimentari
- チッコ・リッソーネ （Checco Rissone） - Il barbiere
- アルフレード・リッツォ （Alfredo Rizzo [11]） - Il brigadiere Squinzi
- ジュリオ・バッティフェリ （Giulio Battiferri [12]） - Il vice brigadiere Bolognini
- マリオ・メニコーニ （Mario Meniconi [13]） - Matteo
- ヴィオレッタ・グラニャーニ （Violetta Gragnani [14]） - Giulia Squinzi

## 関連事項
- 1955年の日本公開映画

## 註
1. 1 2 3  Bread, Love and Dreams, Internet Movie Database （英語）, 2010年8月12日閲覧。
2. 1 2  パンと恋と夢、キネマ旬報映画データベース、2010年8月12日閲覧。
3. ↑  Frisky - IMDb（英語）, 2010年8月12日閲覧。
4. ↑  パンと恋と夢、allcinema ONLINE、2010年8月12日閲覧。
5. ↑  Marcello Girosi - IMDb（英語）, 2010年8月12日閲覧。
6. ↑  Gastone Medin - IMDb（英語）, 2010年8月12日閲覧。
7. ↑  Gino Rissone - IMDb（英語）, 2010年8月12日閲覧。
8. ↑  Ugo Pericoli - IMDb（英語）, 2010年8月12日閲覧。
9. ↑  Vittoria Crispo - IMDb（英語）, 2010年8月12日閲覧。
10. ↑  Attilio Torelli - IMDb（英語）, 2010年8月12日閲覧。
11. ↑  Alfredo Rizzo - IMDb（英語）, 2010年8月12日閲覧。
12. ↑  Giulio Battiferri - IMDb（英語）, 2010年8月12日閲覧。
13. ↑  Mario Meniconi - IMDb（英語）, 2010年8月12日閲覧。
14. ↑  Violetta Gragnani - IMDb（英語）, 2010年8月12日閲覧。